# Thiên hoàng Seinei
Thiên hoàng Thanh Ninh (清寧天皇, (Thanh Ninh thiên hoàng)/ せいねいてんのう Seinei-tennō, 440 - 484), hay Shiraka no okimi là Thiên hoàng thứ 22 của Nhật Bản theo trật tự kế vị truyền thống. Không có ngày tháng chắc chắn về cuộc đời và thời đại của Thiên hoàng này. Seinei được cho là đã trị vì đất nước vào cuối thế kỷ 5, nhưng rất hiếm thông tin về ông. Các học giả chỉ còn biết than phiền rằng vào thời điểm này, chưa có đủ cứ liệu để thẩm tra và nghiên cứu thêm.

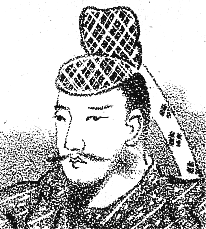
Chân dung Thiên hoàng Seinei

Theo Cổ Sự Ký (Kojiki) và Nhật Bản Thư Kỷ (Nihonshoki), ông là con trai của Thiên hoàng Yūryaku. Tên của ông khi sinh ra là Shiraka. "Shiraka" nghĩa là "tóc trắng" trong tiếng Nhật, và người ta nói rằng tóc ông có màu trắng từ khi mới sinh (có lẽ vì chứng bạch tạng). Sau khi phụ hoàng qua đời, Seinei chiến thắng người anh em mình, Hoàng tử Hoshikawa, và lên ngôi báu. Ngày tháng theo truyền thống gán cho triều đại của ông từ năm 480 đến năm 484.
Ông không có con, điều này làm ông rất lo lắng. Tuy vậy, 2 cháu nội của Thiên hoàng Richū là Hoàng tử Oke và Hoàng tử Woke, được tìm thấy và Thanh Ninh nhận họ làm người kế vị mình.
Mộ của ông nằm ở tỉnh Kawachi, ngày nay là phía Đông tỉnh Osaka.